# Grande flor tropical
Grande flor tropical é um monumento com sete metros de altura criado por Franz Weissmann e localizado no Memorial da América Latina, do qual é um dos principais símbolos. A obra foi criada em 1989. A obra, vermelha, é composta de cinco itens, conectados entre si. Foi escolhida por Oscar Niemeyer para estar no memorial. Faz parte de uma série de obras geométricas que Weissmann instalou em áreas públicas.
Sobre a obra, disse-se: "ao ver uma flor abrir-se, a seu lado, aquecida e iluminada pelo calor de uma lâmpada, observou (mais atento) a disposição formal de suas pétalas estreitas e longas, com uma leve dobradura, uma sutil 'cantoneira'. Da vivência desse momento mágico surgiram em suas obras as 'flores' geometrizadas, compostas de dobras no aço, retilíneas ou diagonais, em quadrados ou retângulos. Para ele, não são esculturas figurativas, nem uma abstratização da flor: apenas uma recriação livre, signo e símbolo da flor. A do Memorial assemelha-se, por acaso, a certas flores dos trópicos, dobradas, vigorosas e vermelhas, unidas em estranhos arranjos. Por isso o escultor deu-lhe o nome de 'Grande Flor Tropical', em homenagem à América Latina”.